# Peter Schutz
Pour les articles homonymes, voir Schutz.
Peter Schutz (20 avril 1930, Berlin, Allemagne - 29 octobre 2017, Naples, Floride), est un industriel américain d'origine allemande.

## Éléments biographiques
Peter W. Schutz est né le 20 avril 1930, à Berlin, en Allemagne, dans une famille juive,,,. 
La famille fuit l'Allemagne nazie en 1937 et trouve refuge à La Havane, à Cuba.
En mars 1939, Peter Schutz et ses parents immigrent aux États-Unis et s'établissent à Chicago, dans l'Illinois. Revenu plus tard en Allemagne, il devient le président de Porsche entre 1981 et 1987.
Il sauve l'icône de la marque, la Porsche 911, dont la production devait être arrêtée au profit des Porsche à moteur avant Porsche 944 et Porsche 928.